# هالی سوییت
هالی سوییت (انگلیسی: Holly Sweet؛ زاده ۴ ژوئیهٔ ۱۹۸۱) بازیگر پورنوگرافی تراجنسی و مدل اهل ایالات متحده آمریکا است.